# 細江駅
細江駅（ほそええき）は、かつての静岡県榛原郡榛原町（現・牧之原市）にあった、静岡鉄道駿遠線の駅である。

## 現在の様子
細江駅の跡は工務店の前の道が少し広がっているような形で残っている。しずてつジャストラインには当時の駅名と同じ細江というバス停があり、駅があった名残となっている（位置は異なる）。

## 隣の駅
静岡鉄道
駿遠線
根松駅 - 細江駅 - 静波駅